# Nelumbo nucifera
Nelumbo nucifera (Gaertn., 1788), comunemente noto come fior di loto asiatico, è una pianta acquatica appartenente alla famiglia delle Nelumbonaceae, originaria dell'Asia e dell'Australia.

## Descrizione
È una pianta a crescita rapidissima, tipica di stagni e invasi con acque stagnanti o quasi prive di corrente, profondi 5–50 cm ed oltre.
Le radici (rizomi) del loto sono piantate nel terreno del fondale di uno stagno o di un fiume, mentre le foglie di colore verde-glauco, peltate, di aspetto ceroso, galleggiano sulla superficie dell'acqua o vengono tenute ben al di sopra di essa. I piccioli delle foglie possono essere lunghi fino a 2 m di lunghezza, consentendo alla pianta di crescere in acqua a quella profondità, mentre le foglie possono raggiungere gli 80 cm di diametro. I fiori di grandi dimensioni (oltre 20 cm di diametro), sono colorati di rosa con un tipico profumo d'anice.
Un fiore di loto fecondato produce un frutto che contiene un grappolo di 10-30 semi. Ogni seme è ovoide, largo 1–2,5 cm e lungo 1–1,5 cm, con una guaina brunastra. I semi di loto possono rimanere vitali anche dopo lunghi periodi di dormienza.
Si riporta che il loto ha la straordinaria capacità di regolare la temperatura dei suoi fiori entro un intervallo ristretto, proprio come fanno gli esseri umani e altri animali a sangue caldo. Si sospetta che i fiori facciano questo per attrarre gli insetti impollinatori a sangue freddo. 

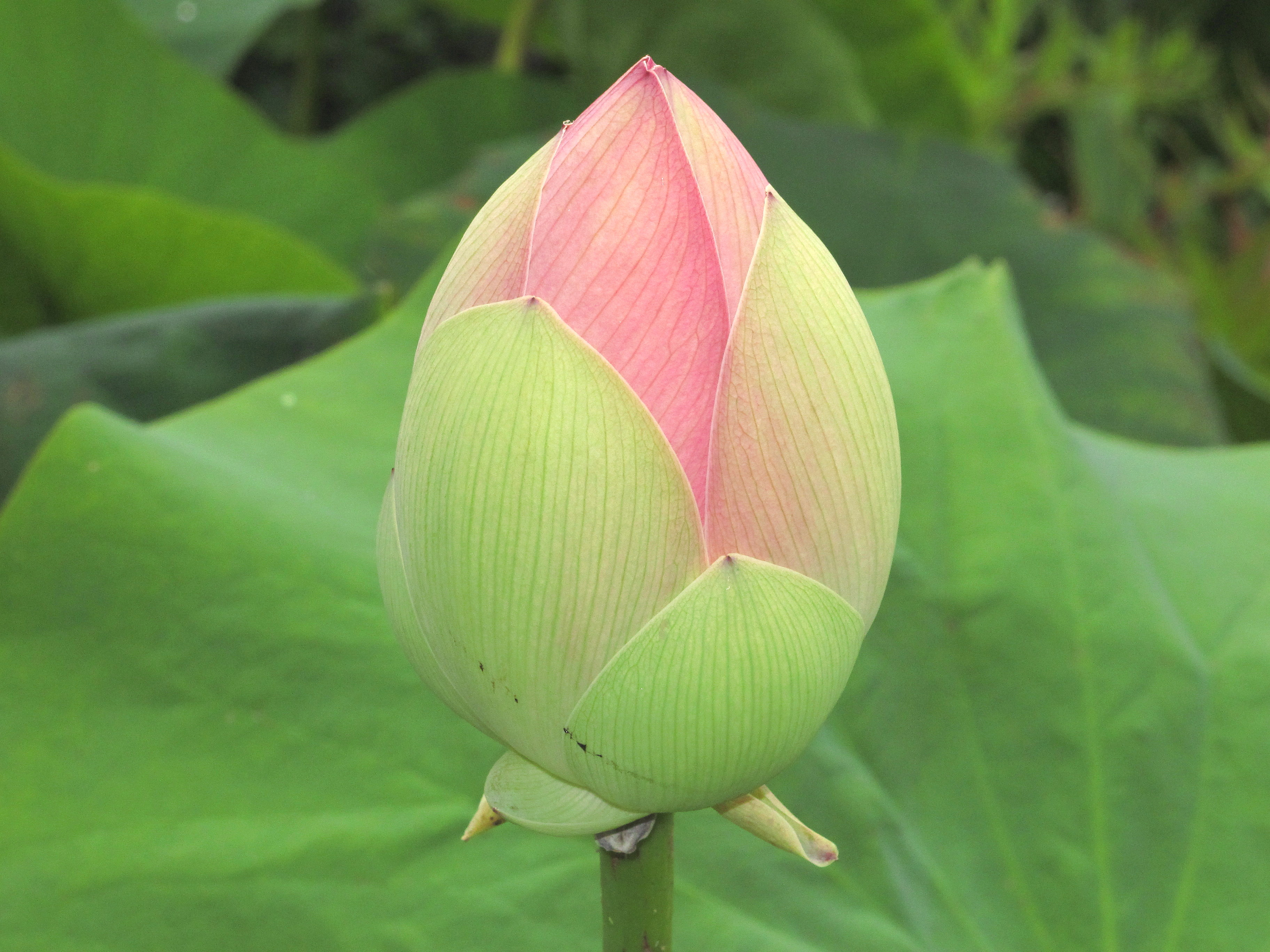
Bocciolo
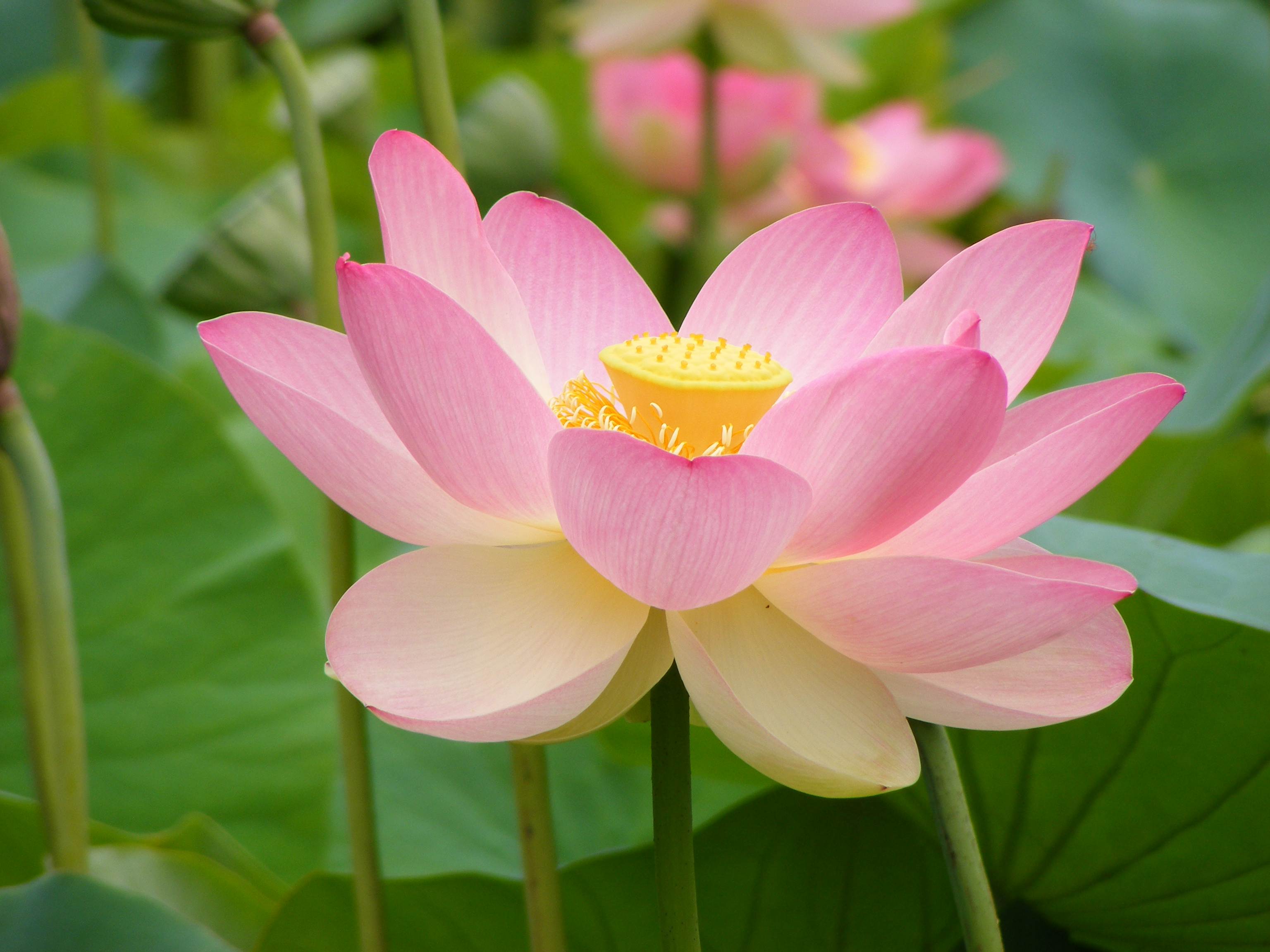
Fiore
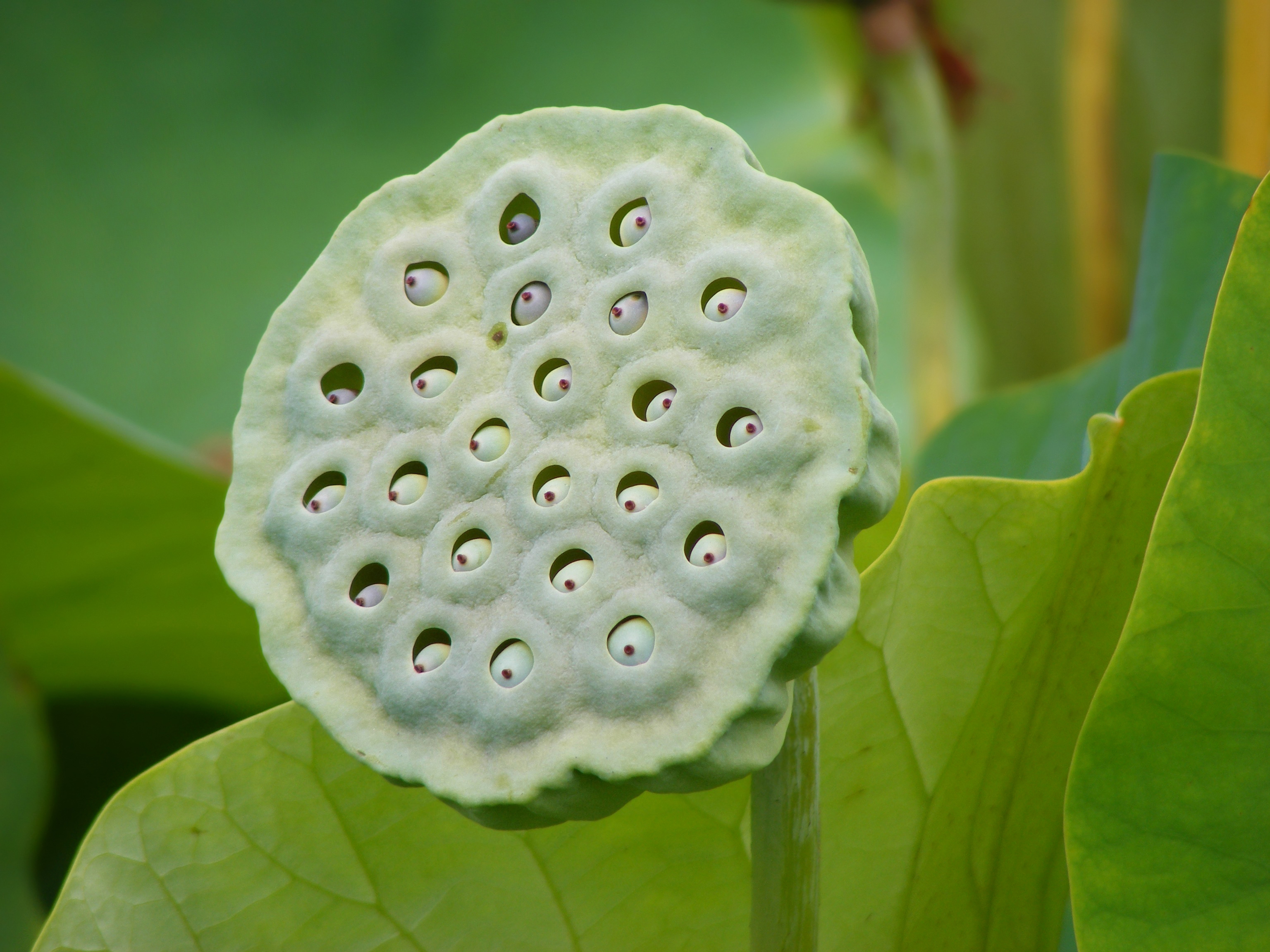
Frutto
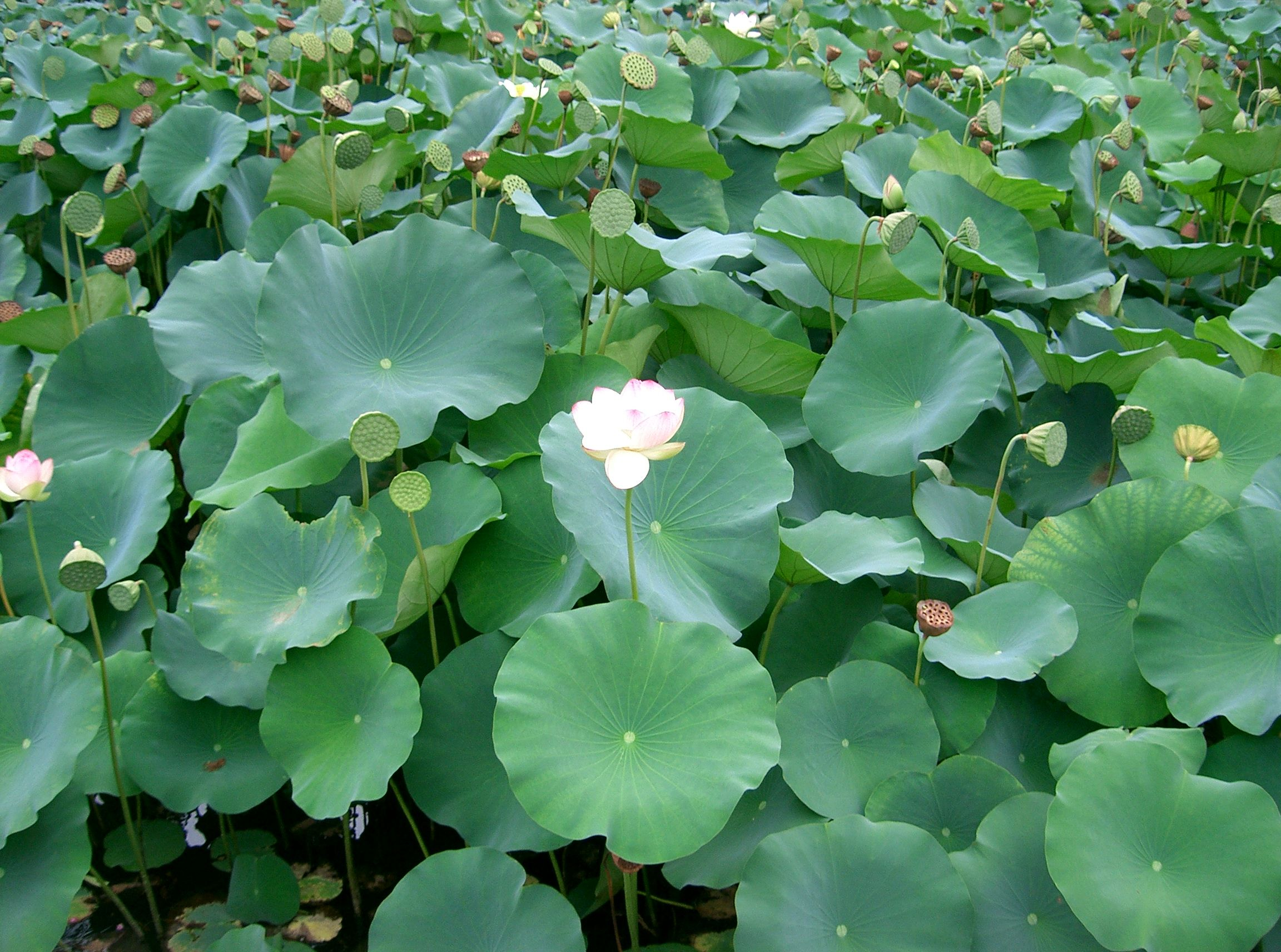
Foglie, fiori e frutti
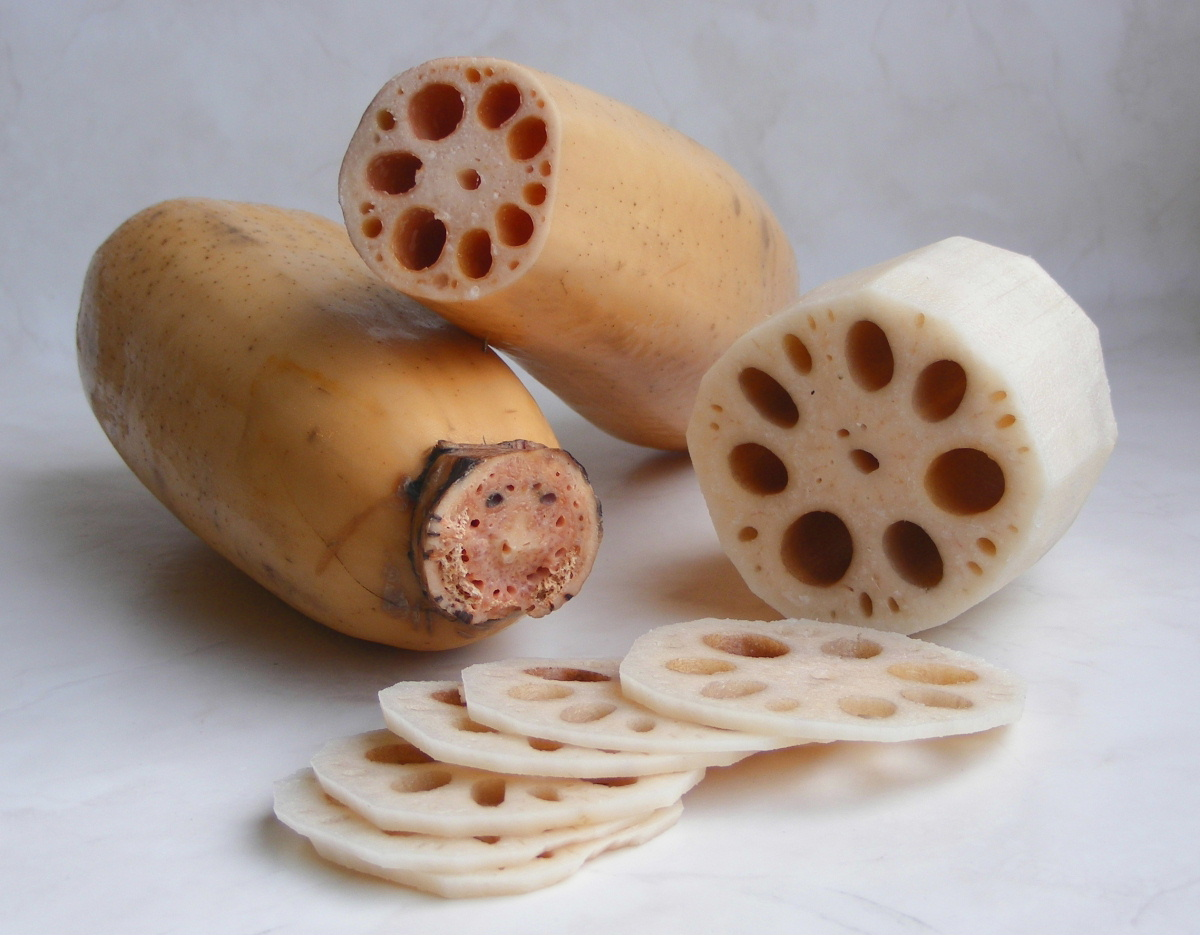
Rizomi

## Distribuzione e habitat
Il loto asiatico ha una distribuzione nativa molto ampia, che va dall'India centrale e settentrionale, all'Indocina settentrionale e all'Asia orientale (a nord fino all'Oblast dell'Amur), e località isolate sul Mar Caspio. Oggi, la specie è presente anche nell'India meridionale, nello Sri Lanka, praticamente in tutto il Sud-est asiatico, in Nuova Guinea e nell'Australia settentrionale e orientale, ma questo è probabilmente il risultato di trasferimenti umani. Il loto asiatico ha infatti una storia molto lunga di coltivazione per i suoi semi commestibili ed è comunemente coltivato nei giardini d'acqua. È il fiore nazionale dell'India e del Vietnam.

## Coltivazione
Il loto cresce in acqua profonda da 30 cm a 2,5 m di profondità. Nei climi più freddi, un livello d'acqua più profondo protegge i rizomi in modo più efficace e, nel complesso, favorisce una crescita e una fioritura migliori. Il loto germina a temperature superiori 13 °C. Nella stagione di crescita, da aprile a settembre (nell'emisfero settentrionale), la temperatura media diurna necessaria è di compresa tra 23 °C e 27 °C. Nelle regioni con bassi livelli di luce in inverno, il loto attraversa un periodo di dormienza. I rizomi non sono resistenti al freddo se vengono rimossi dall'acqua ed esposti all'aria; se conservati sott'acqua nel terreno, essi possono superare temperature invernali inferiori a 0 °C. Se le piante vengono tirate fuori dall'acqua per essere conservate durante l'inverno (soprattutto in climi eccezionalmente freddi), i tuberi e le radici devono essere conservati in un luogo al riparo dal gelo, come un garage, preferibilmente in una scatola di cartone o in un contenitore riempito completamente di vermiculite o perlite. Bisogna fare attenzione ad isolare completamente i tuberi.

## Tassonomia

### Sinonimi obsoleti
- Nelumbo caspica (DC.) Fisch.
- Nelumbo komarovii Grossh.
- Nelumbo nelumbo
- Nelumbo speciosa Willd.
- Nelumbo speciosum Willd.
- Nelumbium nelumbo (L.) Druce
- Nelumbium nuciferum Gaertn.
- Nelumbium speciosum Willd.

## Usi

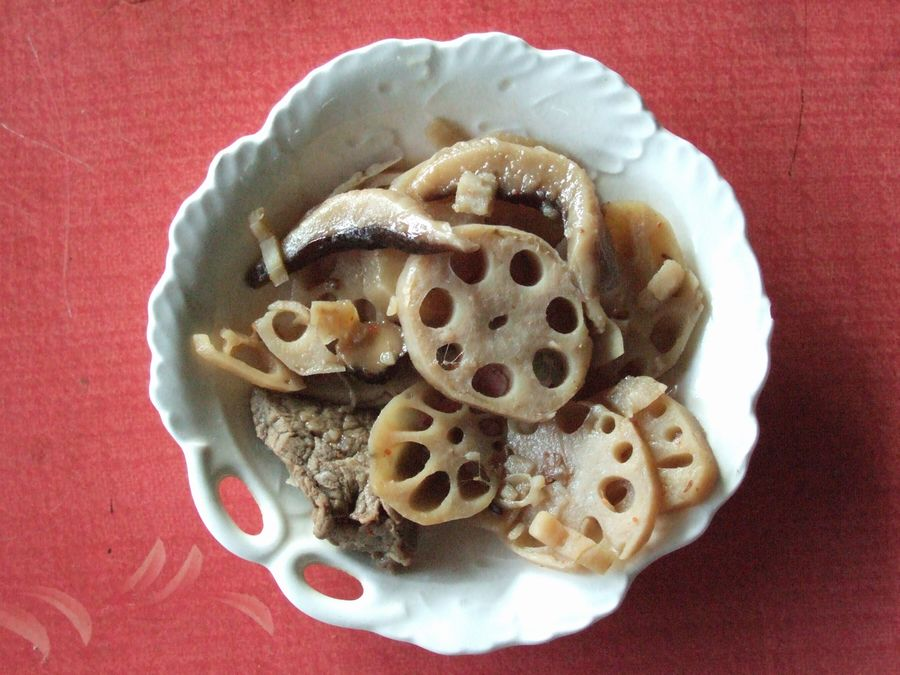
Rizomi di fior di loto bolliti

I rizomi del loto sono consumati come ortaggio nei paesi asiatici (Cina, Giappone, India, Pakistan) venduti interi o tagliati a pezzi, freschi, congelati o in scatola. Vengono fritti o cucinati principalmente in zuppe, immersi nello sciroppo o conservati sott'aceto (con zucchero, peperoncino e aglio). I rizomi di loto hanno una consistenza croccante e sono un piatto classico in molti banchetti, dove vengono fritti, saltati in padella o farciti con carne o frutta conservata. Le fette di radice di loto fresca sono limitate da una rapida velocità di imbrunimento.
I semi di loto freschi sono nutrienti ma anche vulnerabili alla contaminazione microbica, in particolare alle infezioni fungine. Per questo motivo, sul mercato si trovano principalmente prodotti a base di semi di loto secchi. I semi di loto liofilizzati hanno una durata di conservazione più lunga e mantengono i nutrienti originali, mentre non si riscontrano differenze di sapore dopo la reidratazione rispetto ai semi di loto freschi.
I semi di loto possono essere trasformati in ripieno per la torta lunare, in spaghetti di semi di loto, in pasta di semi di loto e altri prodotti. Il tè ai semi di loto viene consumato in Corea, mentre il tè agli embrioni di loto viene consumato in Cina e Vietnam.
In Asia, i petali vengono talvolta utilizzati come decorazione, mentre le foglie più grandi vengono usate per avvolgere il cibo, ma non vengono consumate frequentemente (ad esempio, come involucro per gli zongzi). Le foglie di loto vengono utilizzate anche per servire il cibo in varie culture.
I petali, le foglie e il rizoma possono essere consumati crudi, ma esiste il rischio di trasmissione di parassiti (ad esempio, Fasciolopsis buski): si consiglia pertanto di cuocerli prima del consumo.
Le caratteristiche teste dei semi secchi, che ricordano i beccucci degli annaffiatoi, sono ampiamente vendute in tutto il mondo per scopi decorativi e per la creazione di composizioni floreali secche.

## Riferimenti nella cultura

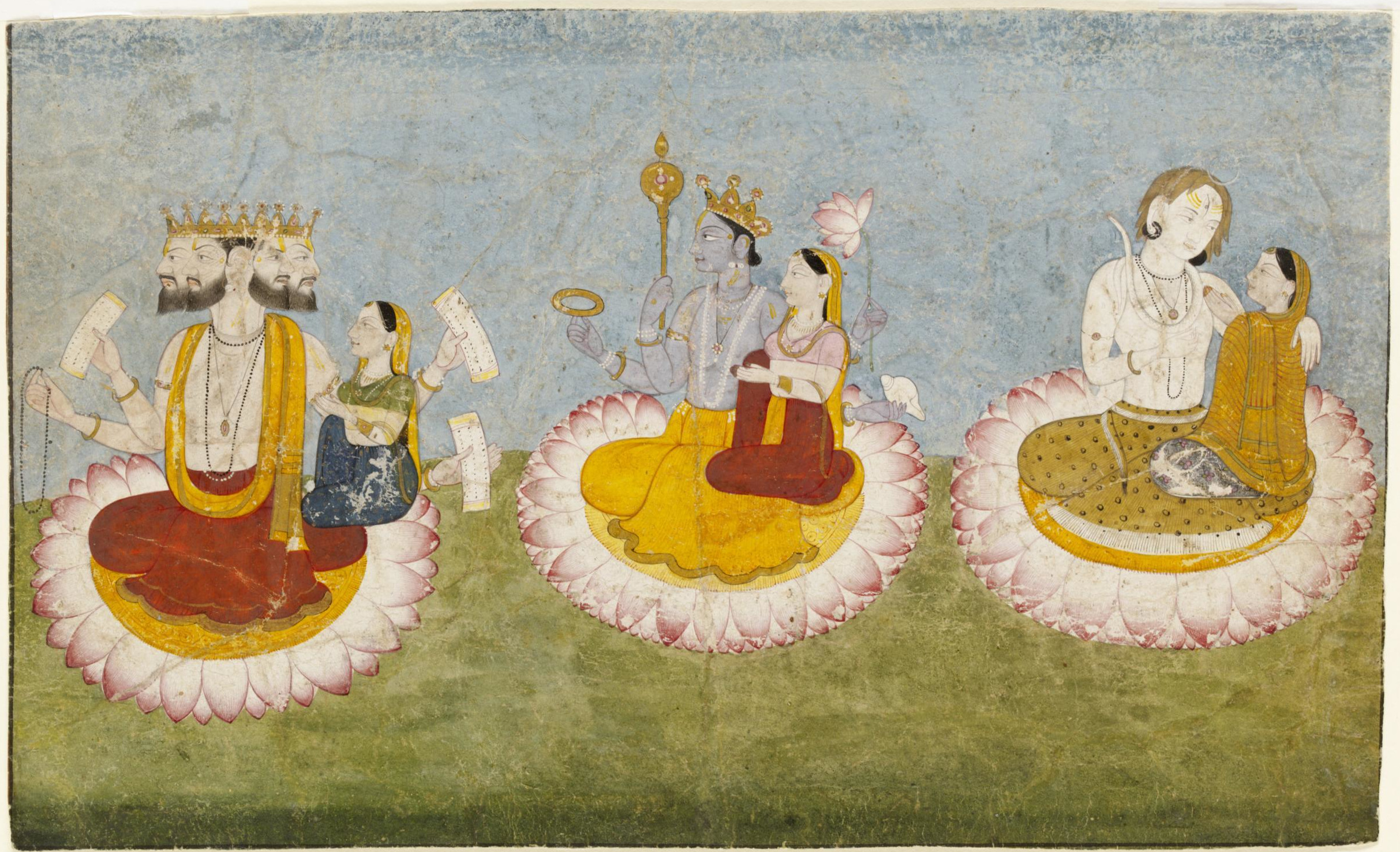
Raffigurazione di Brahma, Vishnu e Shiva seduti sui fiori di loto.

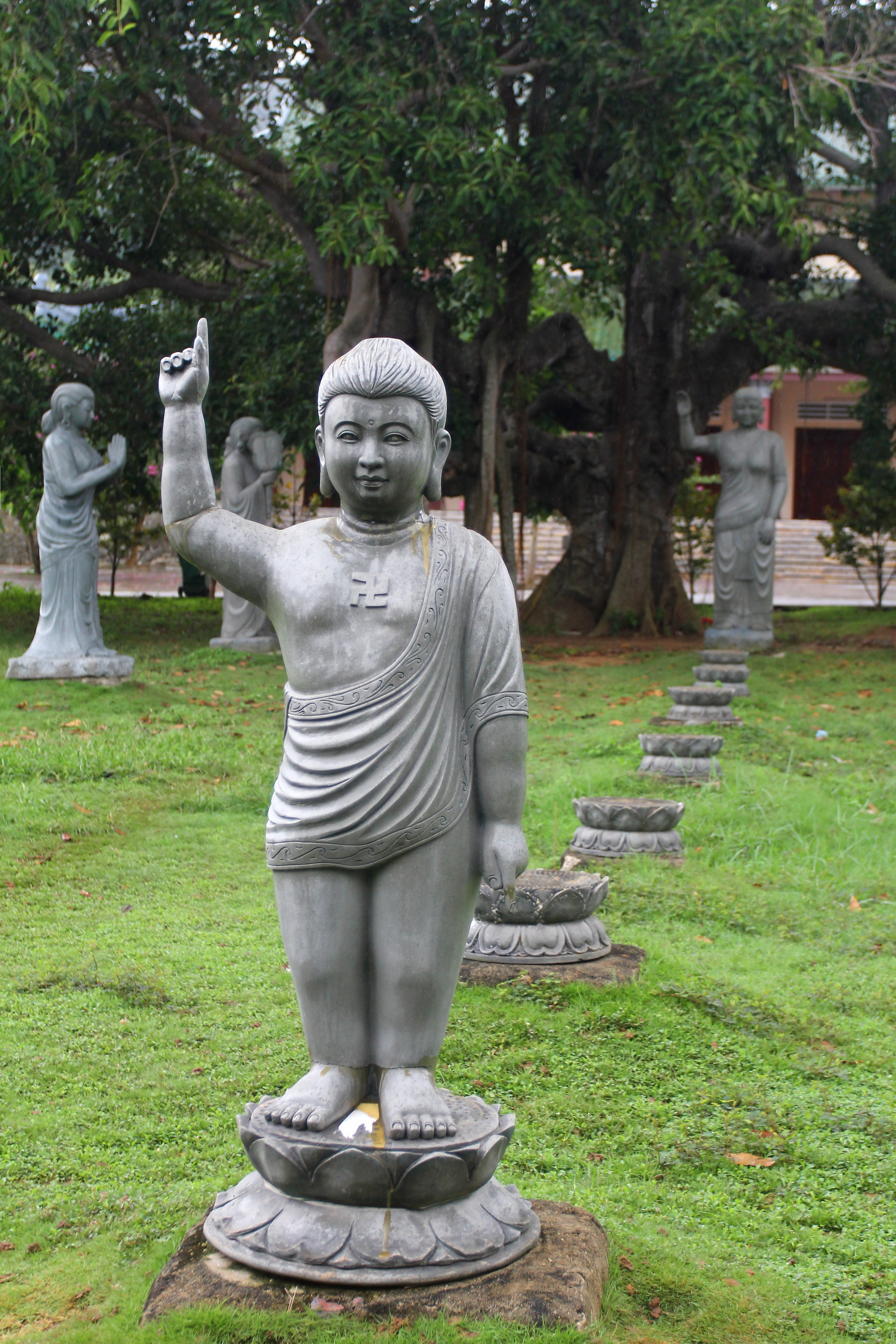
Primi passi di Buddha. Dove cammina nascono fiori di loto.

Nelumbo nucifera è una specie di loto con un significato storico, culturale e spirituale. È un fiore sacro sia nell'Induismo che nel Buddismo, rappresentando il percorso verso il risveglio spirituale e l'illuminazione. Nel cristianesimo, il fiore di loto è spesso associato all'apostolo Tommaso e al suo arrivo in India. Il fiore di loto è menzionato anche nella Bibbia.
Nell'arte asiatica, un trono di loto è un fiore di loto stilizzato utilizzato come seduta o base per una figura. È il piedistallo normale per le figure divine nell'arte buddista e indù e spesso compare nell'arte jainista. Originario dell'arte indiana, ha seguito le religioni indiane in particolare nell'Asia orientale. I fiori di loto sono spesso tenuti in mano da figure.